# 明林堂書店
株式会社明林堂書店（めいりんどうしょてん）は、大分県別府市に本社を置く書店チェーンである。九州地方を中心に西日本一円に約100店舗を出店しており、売上高では九州1位、全国でも20位前後の規模を有する。

## 概要
1982年4月に新別府書店の名で会社を設立、同年7月に別府本店を別府市に開店。1988年1月に明林堂書店と改称。書籍販売以外で失敗し、2008年8月25日、大分地裁に民事再生法の適用を申請。負債総額153億円。再建スポンサーとして宮脇書店（香川県高松市）の関連会社の宮脇カルチャースペースが名乗りを上げ、2010年2月に100％減資のうえ宮脇書店の完全子会社となった。
取次会社はトーハン、日販、大阪屋栗田、中央社。書籍、雑誌の他、CD、DVDの販売・レンタルもしている。

## 店舗
- 大分県

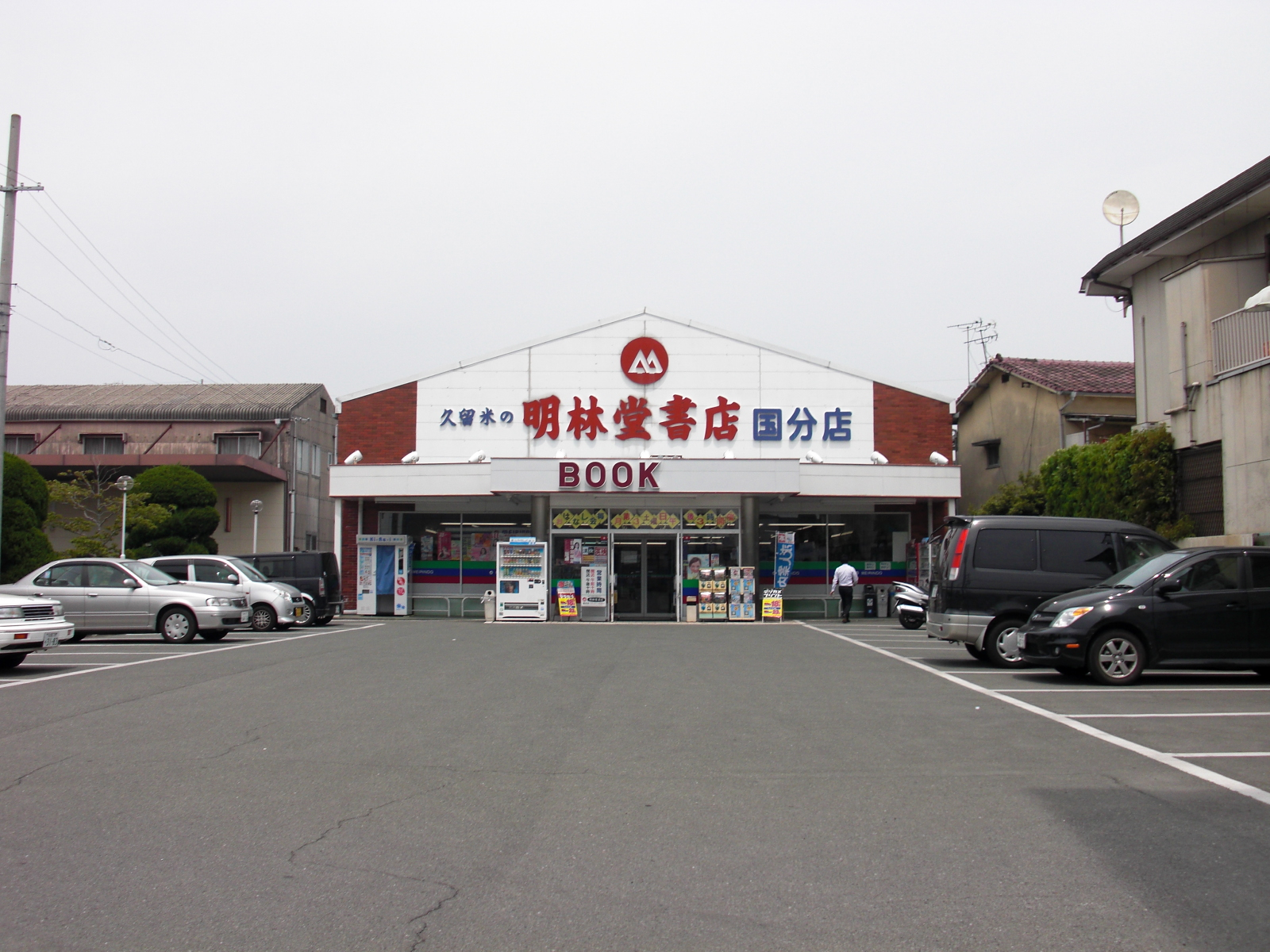
国分店（福岡県久留米市）

  - 大分本店・高城店・別府本店・青山店・JR別府店・ゆめタウン別府店・日出店・ゆめタウン中津店・城町店・トキハ佐伯店
- 福岡県
  - イオン福岡東店・イオン甘木店・甘木店・三ヶ森店・ゆめタウン八女店・ゆめモール柳川店・ゆめマートうきは店・Ａ ＢＯＯＫ 直方店・Ａ ＢＯＯＫ 飯塚店
- 佐賀県
  - 南佐賀店・ゆめタウン武雄店・唐津店
- 熊本県
  - ゆめタウン玉名店・麻生田店・サンピアン店・長嶺店・松橋店・ゆめタウン八代店
- 宮崎県
  - 延岡店・イオンタウン日向店・西都店・佐土原店・神宮店・浮之城店・本郷店・小林店・えびの店
- 鹿児島県
  - 鹿屋店
- 長崎県
  - イオン大村店
- 山口県
  - 柳井店・ゆめタウン長府店・ゆめタウン新南陽店・ゆめタウン南岩国店・フジグラン山口店・フジグラン宇部店・フジ西宇部店
- 広島県
  - 西風新都店・フジグランナタリー店・ゆめタウン大竹店
- 島根県
  - 益田店

### 過去に存在した店舗
- 福岡県
  - JR南福岡店・南ヶ丘店・吉井店・箱崎店・行橋店・ゆめタウン南行橋店・国分店・善導寺店・田隈店・周船寺店・姪浜店・美しが丘店・宇美店・八女インター店・大善寺店・北磯店・野芥店・ハローデイ松崎店・久留米大学前店・御井店・久留米商高前店・ゆめタウン博多店・広川店・古本市場FC東筑店・古本市場FC箱崎店・マジカルステーションFC箱崎店・大野東店・志免店(跡地にダイソー福岡志免店)・那珂川店・イオン徳力店・久留米山川店・柳川南店・南大牟田店・田隈店・北磯店
- 大分県
  - （旧）青山店（現在の青山店開店時に移転のため閉店）・イオン三光・皆春店・小池原・大在・トキハ明野店・メガメディア青山店・メガメディア大分店・メガメディア大分宮崎店・古本市場FC皆春店・羽屋店・米良店・森町店・大分宮崎店・挾間店・鶴見店・佐伯店
- 熊本県
  - 帯山店・竜田口店・ニコニコドー菊南店・城南店・鏡店・八代店・八代南店（ゆめタウン八代店に移転）・本渡店・人吉店・ニコニコドー人吉店・ゆめタウンはません店・熊本北部店・田崎店・玉名店・ゆめタウンあらお店・山鹿店・八代旭中央店・イオンタウン荒尾店・荒尾店・白山店・武蔵ヶ丘店
- 長崎県
  - 大村店
- 宮崎県
  - 都城店・都北店・橘百貨店・南宮崎店・日向店
- 鹿児島県
  - 国分店
- 佐賀県
  - 佐賀北店・医大通り店・鍋島店・ゆめタウン鳥栖店・鳥栖蔵上店・嘉瀬町店
- 山口県
  - 岩国店（後にゆめタウン南岩国店として岩国市再出店）・西宇部店・小郡店・吉敷店・ゆめタウン下松店（旧称・モール周南店、リブランドに伴い改称）・光店・長府店・新下関店・コスパ防府店
- 広島県
  - 広大前店・庚午店・五日市店・大門店
- 岡山県
  - イオンタウン水島店・福富店
- 埼玉県
  - 上尾店

## 関連会社
- トヨタカローラ大分
- トヨタレンタリース大分
- ジェームス東九州
- フォレスト新栄
- 大分カローラ商事